# 紀元前39世紀
紀元前39世紀（きげんぜんさんじゅうきゅうせいき）は、西暦による紀元前3900年から紀元前3801年までの100年間を指す世紀。

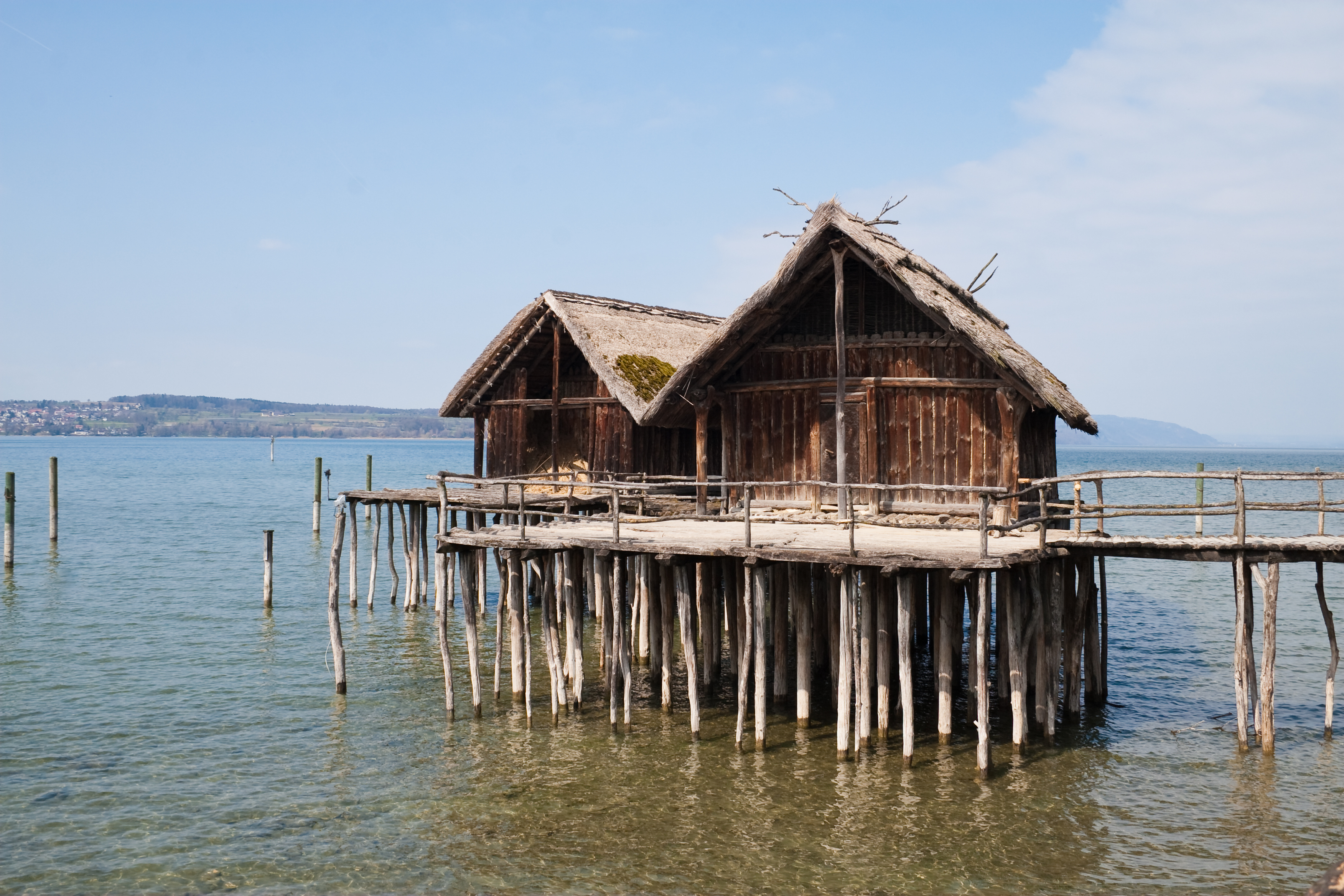
ボーデン湖畔の杭上住居（湖上住居)。紀元前4000年から紀元前3000年頃にかけてアルプス山脈に面した各地で杭上住居が作られている。画像はウンターウールディンゲンの野外博物館で再現されたもの。

## 出来事
- 紀元前3900年頃 - 日本の三内丸山遺跡の最初期（ - 紀元前2300年頃）。
- 紀元前3807-3806年 - 世界で最古の道路であると言われる、イングランドのスウィートトラックが建設されたことが、年輪年代学から明らかとなった。

## 神話と伝説
- 朝鮮神話:新羅の学者朴堤上박제상（Bak Jesang）によると、紀元前3898年に桓国が崩壊した。